# Астон Мартин Рапид
Астон Мартин Рапид е бъдещ четириврат спортен седан на Астон Мартин, чиито доставки ще бъдат осъществени в началото на 2010 г.
Автомобилът произлиза от едноименния прототип, представен за първи път на изложението в Детройт през 2006 г. На външен вид прилича на Астон Мартин DB9, но междуосието е увеличено с 30 см, за да има място за още две врати и втори ред пълноразмерни седалки. Рапид ще се произвежда в завода на Магна Щейр в Грац, Австрия. Моделът е предвиден като конкурент на Мазерати Куатропорте, Мерцедес-Бенц CLS и бъдещите модели Ауди А7, Ламборгини Есток и Порше Панамера. Предвижда се годишното производство да достига 2000 бройки. Създателите му го определят като „най-елегантния четириврат спортен автомобил в света“. Името е заимствано от Лагонда Рапид, четириврат GT модел от началото на 60-те години на Лагонда, марка, която по-късно става част от Астон Мартин. Очаква се моделът да бъде представен официално на широката публиката на изложението във Франкфурт през септември 2009 г.
Двигателят е преработена версия на шестлитровия V12 на DB9 с мощност 470 к.с. и 600 Нм максимален въртящ момент. Ускорението от 0 до 100 км/ч е за 4,7 секунди.